# 保羅·方辛卡
保羅·亚历山大·洛迪古斯·方辛卡（葡萄牙語：Paulo Alexandre Rodrigues Fonseca，1973年3月5日—），前葡萄牙足球運動員，場上司職中堅，現為足球教練。
方辛卡於2005年開始執教生涯，曾帶領布拉加贏得15-16球季聯賽冠軍，及帶領薩克達奪得三個烏克蘭聯賽冠軍。

## 外部連結
- 保羅·方辛卡於ForaDeJogo的個人資料
- 保羅·方辛卡的領隊數據 於ForaDeJogo